# Ile Kallio
Ilkka Tahvo "Ile" Kallio, född 18 november 1955 i Uleåborg i Finland, är en finländsk gitarrist, mest känd för att ha spelat i Hurriganes, som än idag turnerar med Ile Kallio Big Rock Band.